# Newsnight
Newsnight ist eine Informationssendung des BBC-Fernsehens. Sie wird werktags um 22:30 Uhr auf BBC Two ausgestrahlt und ist eine der wichtigsten Nachrichtensendungen des Vereinigten Königreichs. Newsnight wird wochentags um 22:30 Uhr auf BBC Two und der Version von BBC News für das Vereinigte Königreich gesendet. In Großbritannien ist die Sendung über den iPlayer der BBC, eine Art Mediathek, im Nachhinein verfügbar. Die Sendung wurde erstmals 1980 ausgestrahlt und vor allem durch die von Moderator Jeremy Paxman geführten Interviews bekannt.

## Geschichte
Von 1975 bis 1976 lief auf BBC Two für etwas mehr als ein Jahr bereits eine jeweils 15-minütige Sendung mit dem Namen Newsnight. Die neue Auflage wurde zum ersten Mal am 28. Januar 1980 auf BBC 2 ausgestrahlt. Eigentlich hatte man die Sendung schon im September 1979 erstmalig senden wollen, allerdings verzögerte sich der Start wegen der Association of Broadcasting Staff, der damaligen BBC-Gewerkschaft, denn Newsnight war die erste Sendung, die durch eine direkte Zusammenarbeit zwischen BBC News, damals noch im Television Centre, und der Abteilung für aktuelles Geschehen entstand. Sie ist die wichtigste tägliche Nachrichtensendung des Landes und Nachrichten-Flaggschiff des BBC Fernsehens.
Im Herbst 2012 stand die Sendung Newsnight im Zentrum des größten Skandals in der 90-jährigen Geschichte der BBC. Im September 2012 strahlte der Privatsender ITV eine Enthüllungsreportage aus, in der dem im Oktober 2011 verstorbenen BBC-Star Jimmy Savile in zahlreichen Aussagen von Opfern und Zeugen vorgeworfen wurde, er habe eine Reihe von jugendlichen Mädchen sexuell missbraucht. Kurz darauf wurde bekannt, dass zwei Newsnight-Redakteure einen Großteil der Vorwürfe bereits im November 2011 recherchiert hatten, die geplante Sendung von ihrem Redaktionsleiter aber aus Gründen verhindert wurde. Über die Gründe der Nichtfreigabe machte die BBC Führung in der Folge widersprüchliche Angaben. In einem Parlamentsausschuss mussten sich hohe BBC-Repräsentanten für die Entscheidung rechtfertigen. Bei dieser Gelegenheit gab der damalige BBC-Generaldirektor George Entwistle zu, die Entscheidung, die Sendung nicht auszustrahlen, sei „ein katastrophaler Fehler“ gewesen. Im November 2012 erhob in einer Newsnight-Ausgabe im Zusammenhang mit der inzwischen entbrannten öffentlichen Diskussion um Kindesmissbrauch ein Missbrauchsopfer schwere Vorwürfe gegen einen ehemaligen Spitzenpolitiker, der zwar nicht namentlich genannt wurde, aber relativ leicht zu identifizieren war. Wenige Tage nach der Ausstrahlung zog das Opfer seine Aussage jedoch unter Hinweis auf eine Verwechslung zurück. Die Schwere der in Zusammenhang mit den beiden Fällen begangenen Fehler führte zum Rücktritt des erst seit acht Wochen amtierenden Generaldirektors Entwistle, zur Einsetzung von Untersuchungskommissionen und zur vorübergehenden Suspendierung mehrerer Manager, darunter des Newsnight-Redaktionsleiters Peter Rippon.
Moderatorin Emily Maitlis führte im Mai 2020 ein Interview mit Boris Johnsons Berater Dominic Cummings und fragte ihn, warum er mitten im Corona-Lockdown durchs halbe Land gefahren sei. Von der BBC, wie auch von konservativen Kreisen wurde sie dafür heftig gerügt und moderierte vorübergehend auf eigenen Wunsch nicht mehr. Andrej Reisin vom NDR verweist darauf, dass die Angriffe auf Maitlis, Teil der Initiative der konservativen Britische Regierung seien, um die BBC zu schwächen und politisch auf den konservativen Kurs der Regierung zu bringen.

## Bedeutende Interviews

### Interview von Jeremy Paxman mit Michael Howard
Im Mai 1997 interviewte Jeremy Paxman den damaligen britischen Innenminister Michael Howard über ein Treffen mit dem Leiter des Strafvollzugsdienstes Derek Lewis, bei dem es um die mögliche Entlassung des Leiters des Parkhurst-Gefängnisses ging. Howard weigerte sich, die zwölfmal von Paxman gestellte Frage „Did you threaten to overrule him?“ (zu deutsch etwa „Haben Sie gedroht, ihn [Lewis] zu überstimmen?“) zu beantworten.
Dieses Interview entwickelte sich über die Jahre zu einem der bekanntesten, die je in der Sendung geführt worden sind. In der Sendung zum zwanzigjährigen Jubiläum der Sendung 2000 erzählte Paxman Howard, dass er einfach versucht habe, das Interview zu verlängern, da der nächste Filmbeitrag noch nicht fertiggestellt war. Im Jahr 2004 sprach Jeremy Paxman das Thema mit Michael Howard, damals Vorsitzender der Conservative Party, erneut an, um endlich eine Antwort zu erhalten. Dieses Mal lachte Howard und erklärte, er habe nicht damit gedroht, den Leiter des Strafvollzugsdienstes zu überstimmen.
Während Paxmans letzter Sendung im Juni 2014 tauchte Michael Howard kurz im Studio auf. Paxman fragte einfach „Did you?“ (zu deutsch „Haben Sie)“, woraufhin Howard antwortete: „No Jeremy, I didn't, but feel free to ask another 11 times.“ (zu deutsch: „Nein Jeremy, habe ich nicht, aber Sie können gerne noch weitere elf Male fragen.“)

### Interview von Emily Maitlis mit Prince Andrew, Duke of York
Im November 2019 befragte Emily Maitlis Prince Andrew, Duke of York über seine Beziehung mit dem verurteilten Sexualstraftäter Jeffrey Epstein, der im August 2019 tot aufgefunden wurde, während er auf seinen Prozess wartete. Die Vorbereitung auf das Interview hatte Monate gedauert, und Maitlis erhielt erst 48 Stunden vor dem Interview die Zusage.
In dem Interview bestritt der Duke of York, im März 2001 Sex mit Virginia Giuffre, damals noch unter ihrem Mädchennamen Virginia Roberts, gehabt zu haben, wie sie ihn beschuldigt hatte, da er mit seinen Töchtern zu Hause gewesen sei, nachdem er seine ältere Tochter Beatrice zu einer Party im PizzaExpress in Woking mitgenommen hatte. Der Herzog sagte, er könnte sich „nicht daran erinnern, Giuffre jemals getroffen zu haben“ und er habe „absolut keine Erinnerung“ an das Foto, das vor Ghislaine Maxwells Haus von ihm und Giuffre geschossen wurde. Er sagte, er habe Nachforschungen anstellen lassen, ob das Foto gefälscht sei, aber diese seien „nicht eindeutig“ gewesen.
Andrews Antworten in dem Interview lösten negative Reaktionen in den Medien und der Öffentlichkeit aus. Maitlis erhielt bei den RTS Television Journalism Awards 2020 die Auszeichnung „Network Presenter of the Year“. Das Interview selbst wurde als „Interview of the Year“ und „Scoop of the Year“ ausgezeichnet.